# Helmstedt
Helmstedt (in basso tedesco Helmstidde) è una città tedesca, nel Land della Bassa Sassonia. È capoluogo del circondario omonimo.
Helmstedt si fregia del titolo di "Comune indipendente" (Selbständige Gemeinde).

## Geografia
Helmstedt è situata in una conca tra le catene collinari dell'Elm e del Lappwald, nell'area di transizione tra le propaggini settentrionali dei monti Harz e la pianura della Germania settentrionale. È circondata dal Parco Naturale Elm-Lappwald. Il centro della città si trova a circa 36 chilometri a est di Braunschweig, a 45 chilometri a ovest di Magdeburgo e a 90 chilometri a est di Hannover.

## Storia
Helmstedt si è sviluppata nelle vicinanze dell'Abbazia benedettina di San Ludgero, fondata intorno all'800 da San Ludgero come stazione missionaria. Helmstedt è menzionata per la prima volta nel 952; divenne una città nel 1247. Appartenne all'Abbazia di Werden fino al 1490, quando la città fu acquistata dal Ducato di Brunswick-Lüneburg. Dal 1576 al 1810, qui aveva sede l'Università di Helmstedt.
Dalla fine degli anni '40 fino al 1990, la città è stata un importante punto di confine tra la Repubblica Federale di Germania e la Repubblica Democratica Tedesca. Il principale percorso ferroviario e autostradale tra la Germania Ovest e Berlino durante tutta la DDR iniziava al valico di frontiera di Helmstedt-Marienborn, noto anche come Checkpoint Alpha. Il traffico militare ufficiale dai Paesi della NATO a Berlino Ovest era consentito solo lungo questa via.
Il 1º luglio 2017 venne annesso alla città di Helmstedt il limitrofo comune di Büddenstedt.
Nel territorio comunale di Helmstedt vi erano due abbazie: quella di Mariental e quella di Marienberg.

## Società

### Evoluzione demografica
Helmstedt conta attualmente circa 25.712 abitanti (2019).

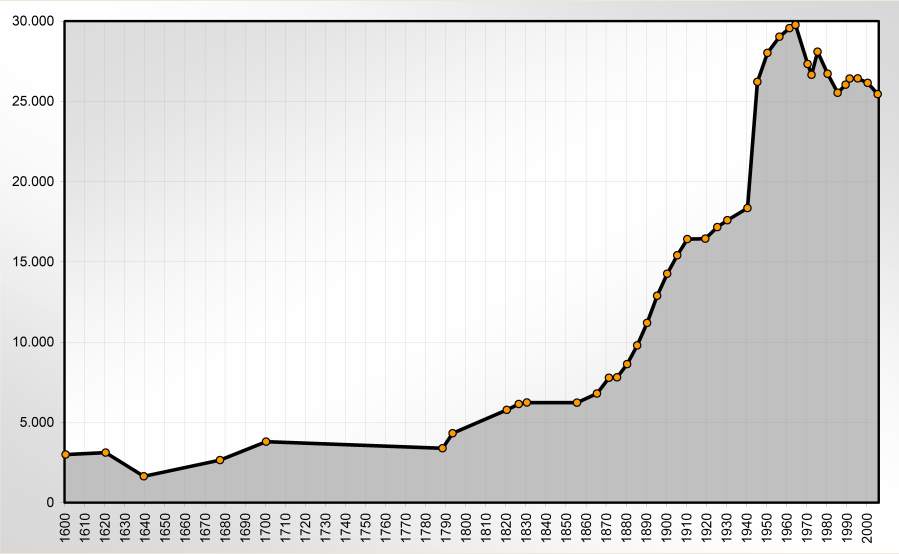
Andamento della popolazione di Helmstedt dal 1600 al 2000

## Amministrazione
Il territorio comunale comprende le località di Barmke ed Emmerstedt, entrambe incorporate da una riforma amministrativa del 1974, e Büddenstedt, incorporata nel 2017, nonché la località turistica di Bad Helmstedt, a circa 3,5 chilometri a est del centro cittadino.

### Gemellaggi
Helmstedt è gemellata con:
- Vitré, dal 1978
- Chard, dal 1980
- Albuquerque, dal 1983
- Fiuggi, dal 1986
- Haldensleben, dal 1990
- Svetlahorsk, dal 1991
- Orăștie, dal 2002
- Konakli, dal 2008

## Galleria d'immagini

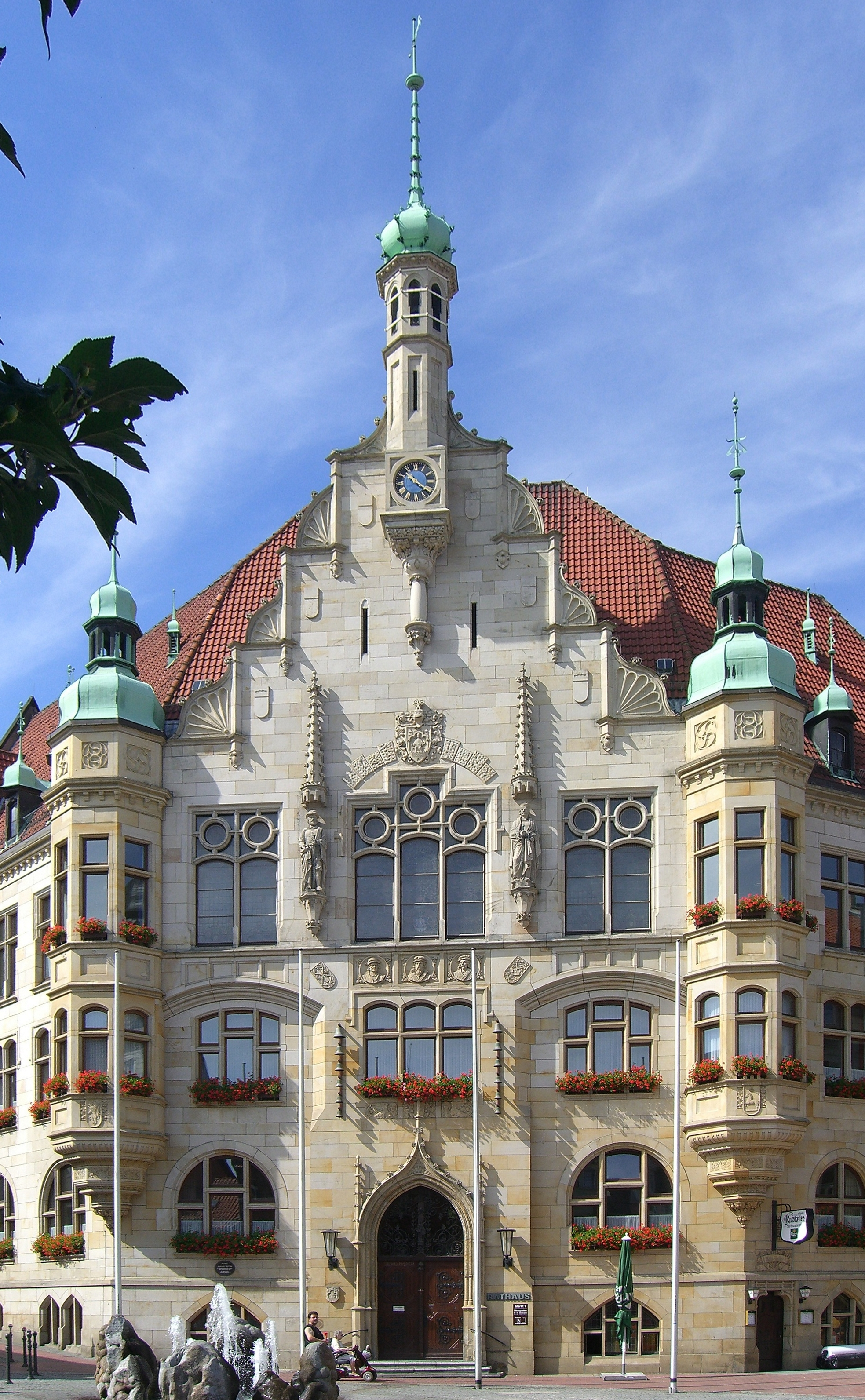
Il municipio (costruito tra il 1904 e il 1906)
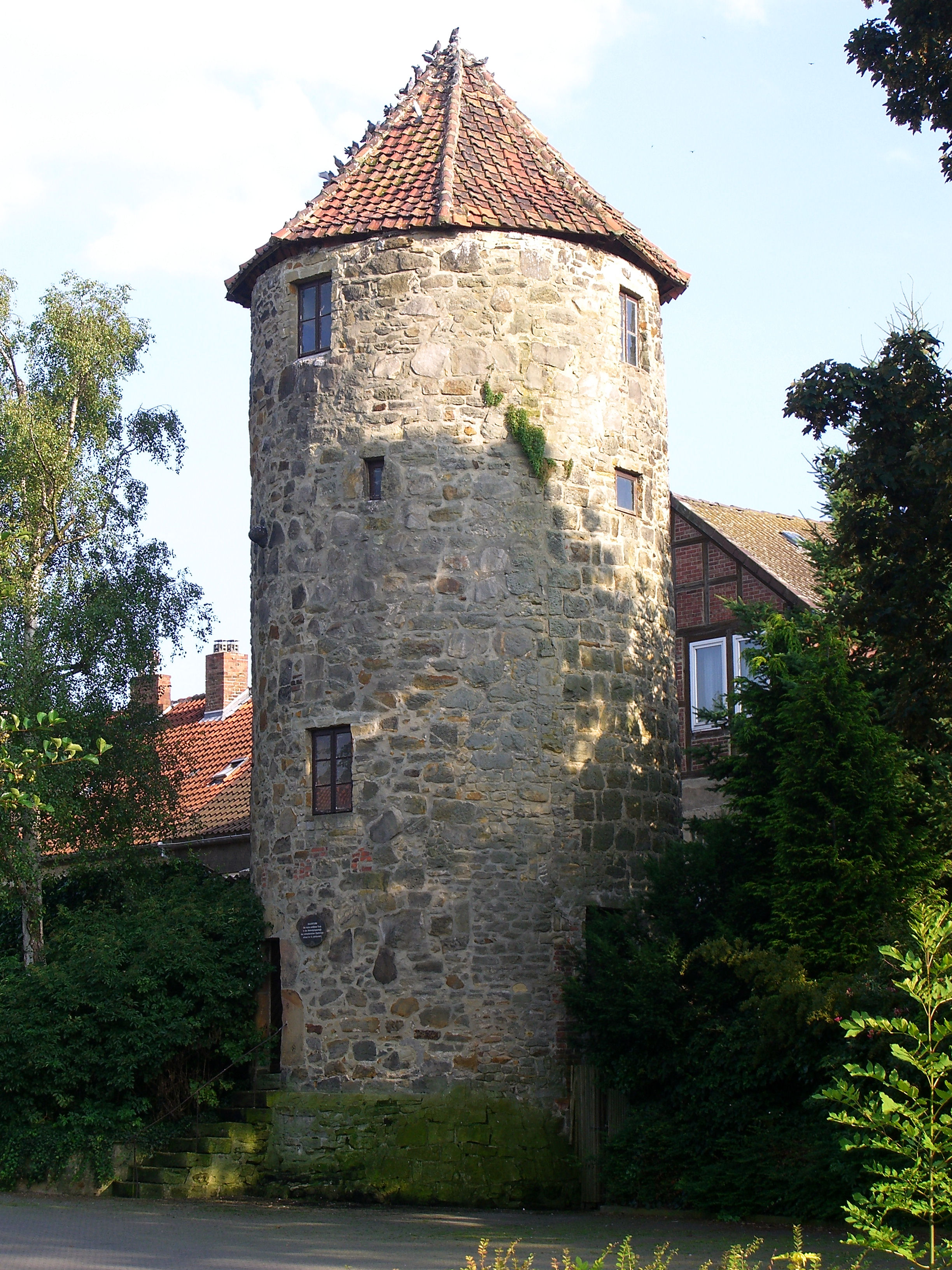
La "Torre del Gufo" all'interno della cerchia muraria medievale
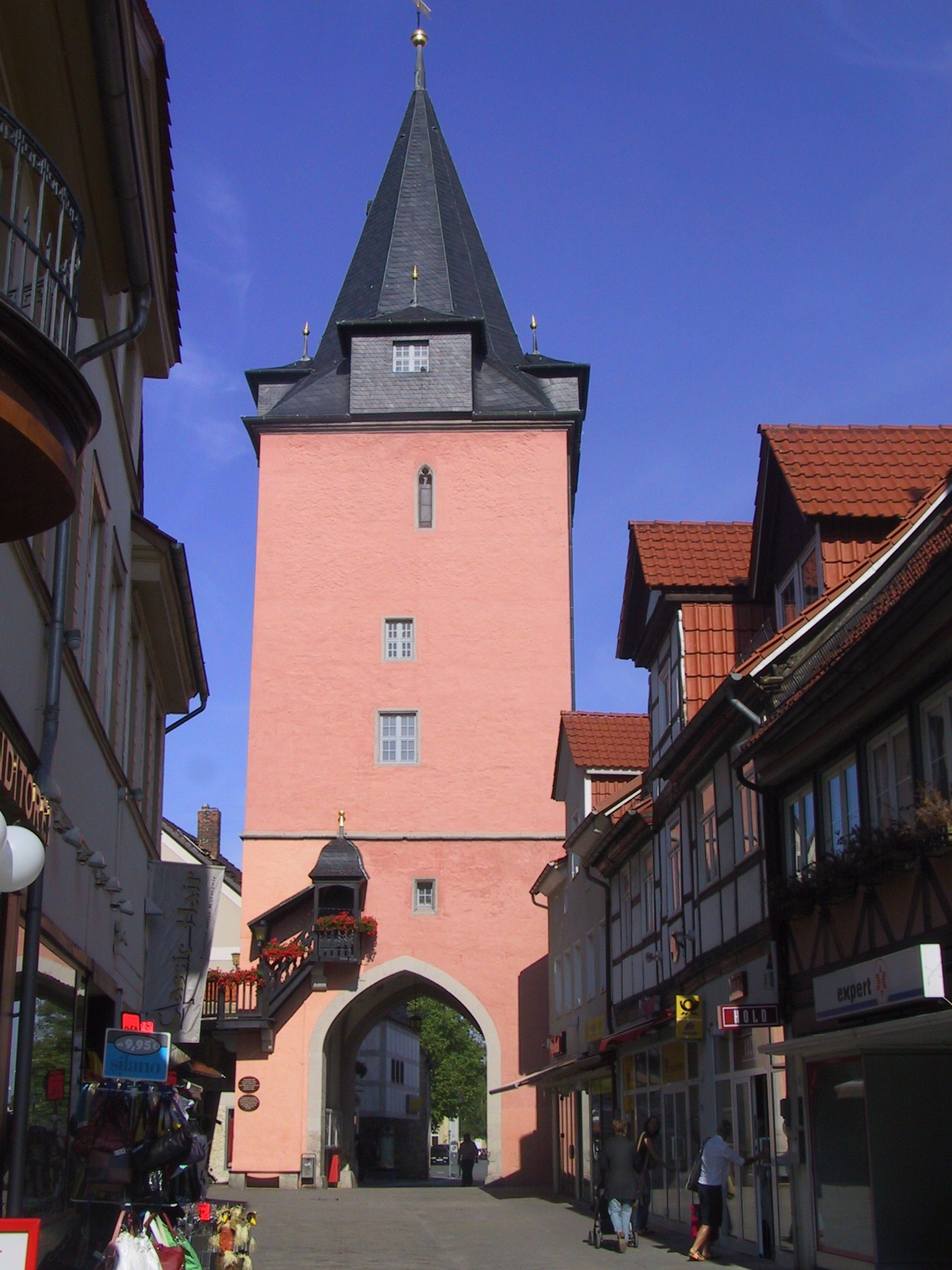
La porta cittadina Hausmannsturm
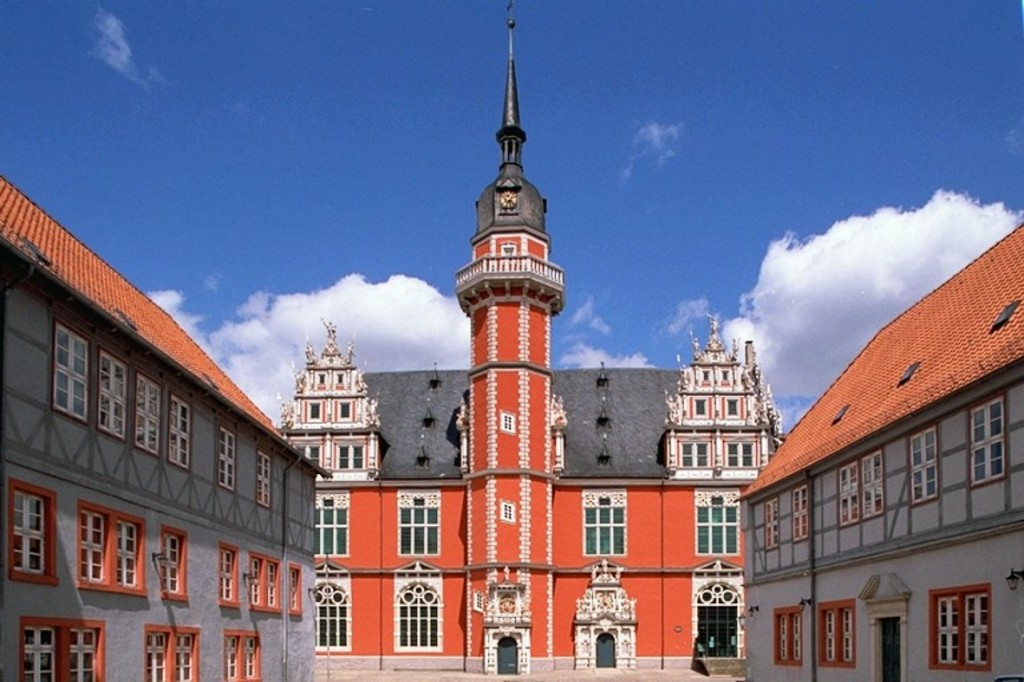
Lo Juleum dell'Università di Helmstedt
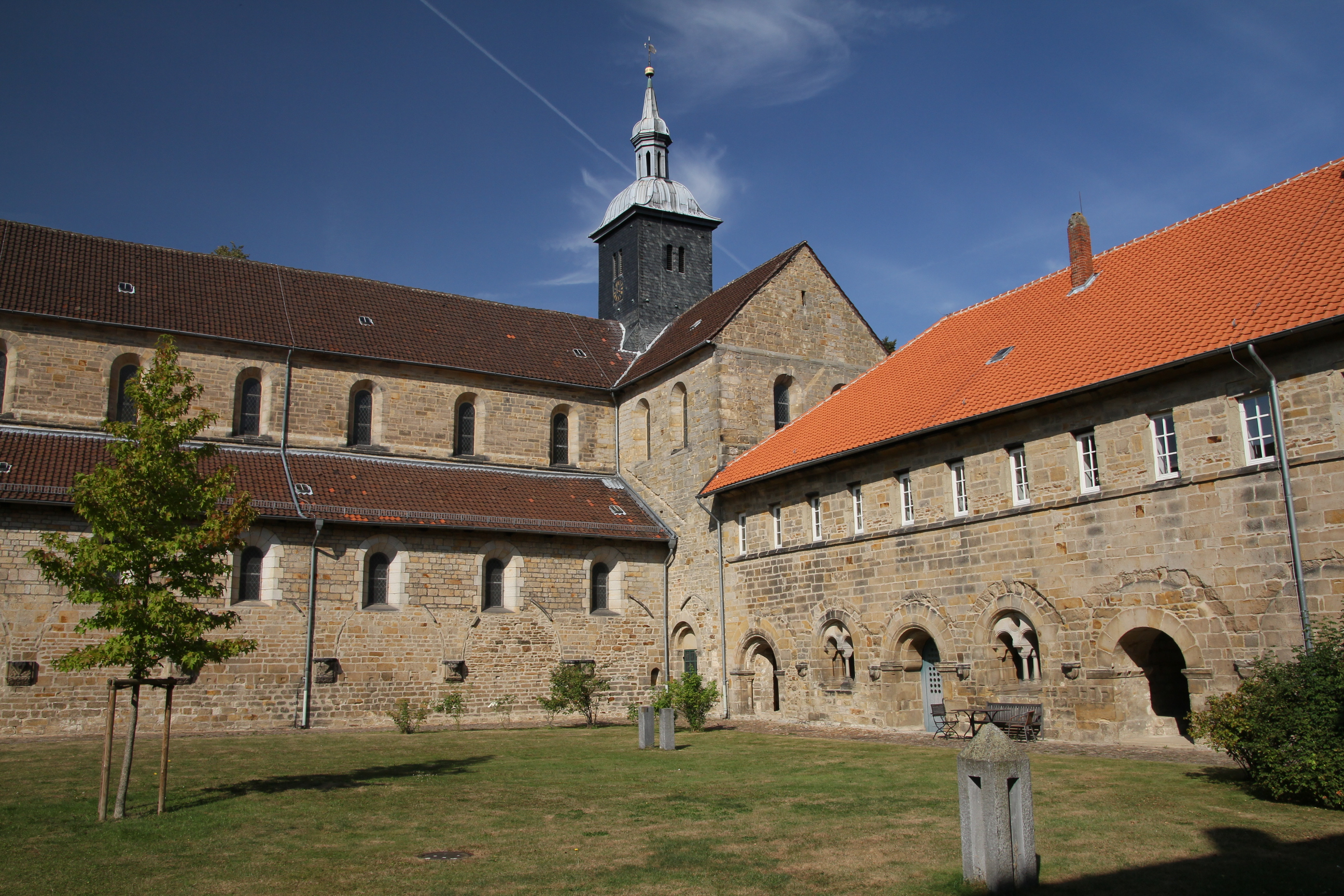
L'Abbazia di Mariental, presso Helmstedt
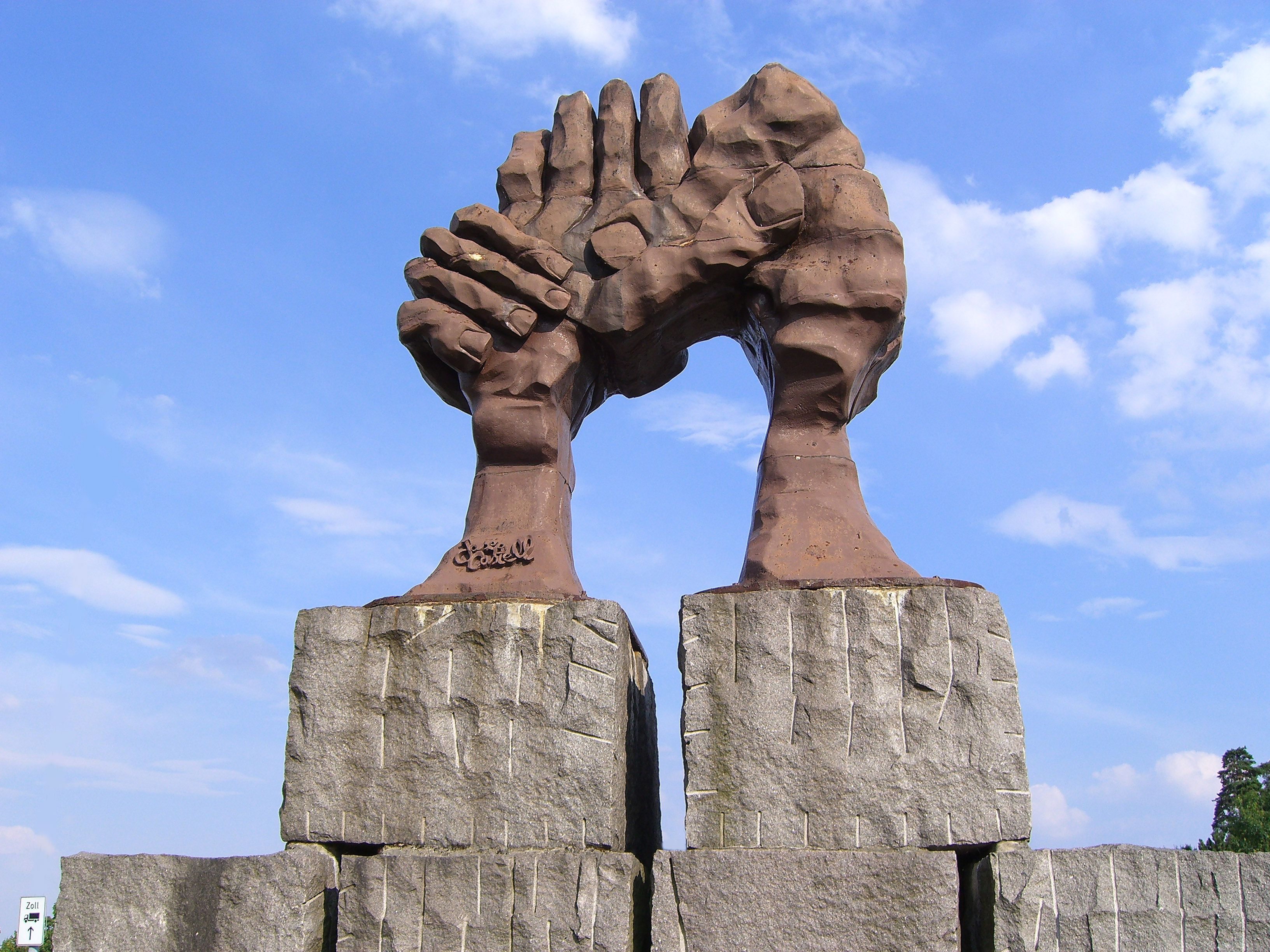
Memoriale sull'autostrada, a ricordo del vecchio confine fra la Germania Ovest e Germania dell'Est